# Microplexia viridis
Microplexia viridis är en fjärilsart som beskrevs av Emilio Berio 1963. Microplexia viridis ingår i släktet Microplexia och familjen nattflyn. Inga underarter finns listade i Catalogue of Life.